# Manège militaire de la place Cartier
Le manège militaire de la place Cartier (MMPC) (anglais : Cartier Square Drill Hall) est un manège militaire (en) situé à Ottawa en Ontario au Canada. Il est l'un des points emblématique de la ville depuis sa construction en 1879. La construction a été complétée en 1881 et il y a eu trois rénovations majeures depuis : en 1921, en 1981 et de 1993 à 1996. Il sert de garnison à deux régiments d'infanterie de la Première réserve de l'Armée canadienne : les Governor General's Foot Guards (GGFG) et The Cameron Highlanders of Ottawa (Duke of Edinburgh's Own) (CHO).
Le manège militaire a une dimension 70 mètres de long et possède deux tours de 43 mètres de hauteur. Il est situé sur la rive du canal Rideau, au sud de l'avenue Laurier. La zone à l'ouest était une fois un grand champ ouvert utilisés pour l'entrainement qui est, de nos jours, occupée par de l'hôtel de ville d'Ottawa et le palais de justice d'Ottawa. Le MMPC comprend le musée régimentaire des GGFG.

## Architecture
Le bâtiment a été conçu par Thomas Seaton Scott, premier architecte en chef du dominion. Il est l'un des rares bâtiments servant à l'entrainement militaire qui a été construit immédiatement après la confédération.
Le lieutenant Paul Weatherbee, qui a été nommé architecte en chef et ingénieur de 1897 à 1905, était responsable de la supervision de la conception et de la construction des bâtiments de la milice et de la défense au Canada, qui n'était pas conçus par le ministère des Travaux publics, pour lesquels Thomas Fuller, architecte en chef du dominion, était responsable. Weatherbe a supervisé et inspecté la construction des bâtiments de la milice et conçu des armureries, souvent  adjacents aux manèges militaires. Le plus grand de ces bâtiments est situé à l'arrière du manège militaire de la place Cartier et mesure 150 pieds par 70 pieds. Il est utilisé pour le stockage des armes, des uniformes et des munitions.
Le manège militaire a été désigné comme bien patrimonial par la ville d'Ottawa en 1981. Il a été classé le 23 avril 1985 comme édifice fédéral du patrimoine par le bureau d'examen des édifices fédéraux du patrimoine.

## Utilisation
Au sein des Forces armées canadiennes, un manège militaire est un lieu où une unité de la réserve s'entraine, se rencontre et parade. De nos jours, le manège militaire est le quartier général des GGFG et des CHO. Ces deux unités sont des composantes actives de la Première réserve de l'Armée canadienne qui fournissent des soldats volontaires pour soutenir et augmenter la Force régulière en temps de paix et de guerre.
Le manège militaire de la place Cartier a été conçu pour loger les Governor General's Foot Guards qui s'y établirent dès la fin de sa construction en 1879. Deux ans plus tard, le 43rd "Ottawa and Carleton" Battalion of Rifles, maintenant le The Cameron Highlanders of Ottawa (Duke of Edinburgh's Own) (CHO), s'y établit également. Chaque jour pendant les mois d'été, c'est à partir du manège militaire que la Garde de cérémonie débute la relève de la garde sur la Colline du Parlement.
Il comprend le musée des GGFG qui est un musée militaire créé en 1950 qui a pour mission de préserver et d'exposer des objets sur l'histoire et les traditions des Governor General's Foot Guards. Il est à but non lucratif et est ouvert au public gratuitement.
Le corps des Cadets royaux de l'Armée canadienne 2784 Governor General's Foot Guards et le corps des Cadets de la Marine royale canadienne Falkland défilent également au MMPC,.

## Histoire
Depuis plus de 125 ans, le manège militaire de la place Cartier a été le centre de la mobilisation militaire et de formation pour les soldats recrutés dans la région de la capitale nationale du Canada. Des soldats ayant passé par ce manège militaire ont été déployés pour servir lors des conflits et des opérations suivants :
- Rébellion du Nord-Ouest en 1885
- Seconde guerre des Boers de 1899 à 1902
- Première Guerre mondiale de 1914 à 1918
- Seconde Guerre mondiale de 1939 à 1945
- Guerre de Corée de 1950 à 1953
- Plusieurs opérations de maintien de la paix dont à Chypre, au Sierra Leone et en ex-Yougoslavie
- Guerre d'Afghanistan de 2001 à 2011